# 徐时栋
徐时栋（1814年—1873年），字定宇，一字同叔，号澹斋，又号柳泉、西湖外史等，浙江省宁波府鄞县（今属宁波市海曙区）人。清朝学者、校刊学家、方志学家、藏书家。

## 生平
道光丙午举人，以输饷授内阁中书，后身退而致力于学术。家有烟屿楼，藏书六万卷。有志著述，家居不复出。同治七年（1868年），《鄞县志》开局，徐时栋受聘为主事，同治十二年（1873年）病逝，死後由董沛續成。同治十三年（1874年）书成。

## 著作
考据：
- 《逸汤誓考》
- 《三太誓考》
- 《事实录》（宋袁正献公）
- 《世谱略》（宋袁正献公）
- 《新校广平学案》

校刊：
- 补朱辑之《逸经》
- 正毕校之《吕览》
- 校刊宋元四明六志

其他:
- 《诗音通》
- 《山中学诗记》
- 《春秋规万》
- 《舜典补亡驳义》
- 《四书毛说驳正》
- 《偃王志》
- 《北宋谱疏证》
- 《言行记》
- 《思旧记》

## 家庭
- 父：徐太茂，商人。
- 妻：李馥玉，字復香。善寫花鳥，有詩名世。
- 弟：徐時樑，精於經學。徐時榕，以書法見長。

## 遗迹

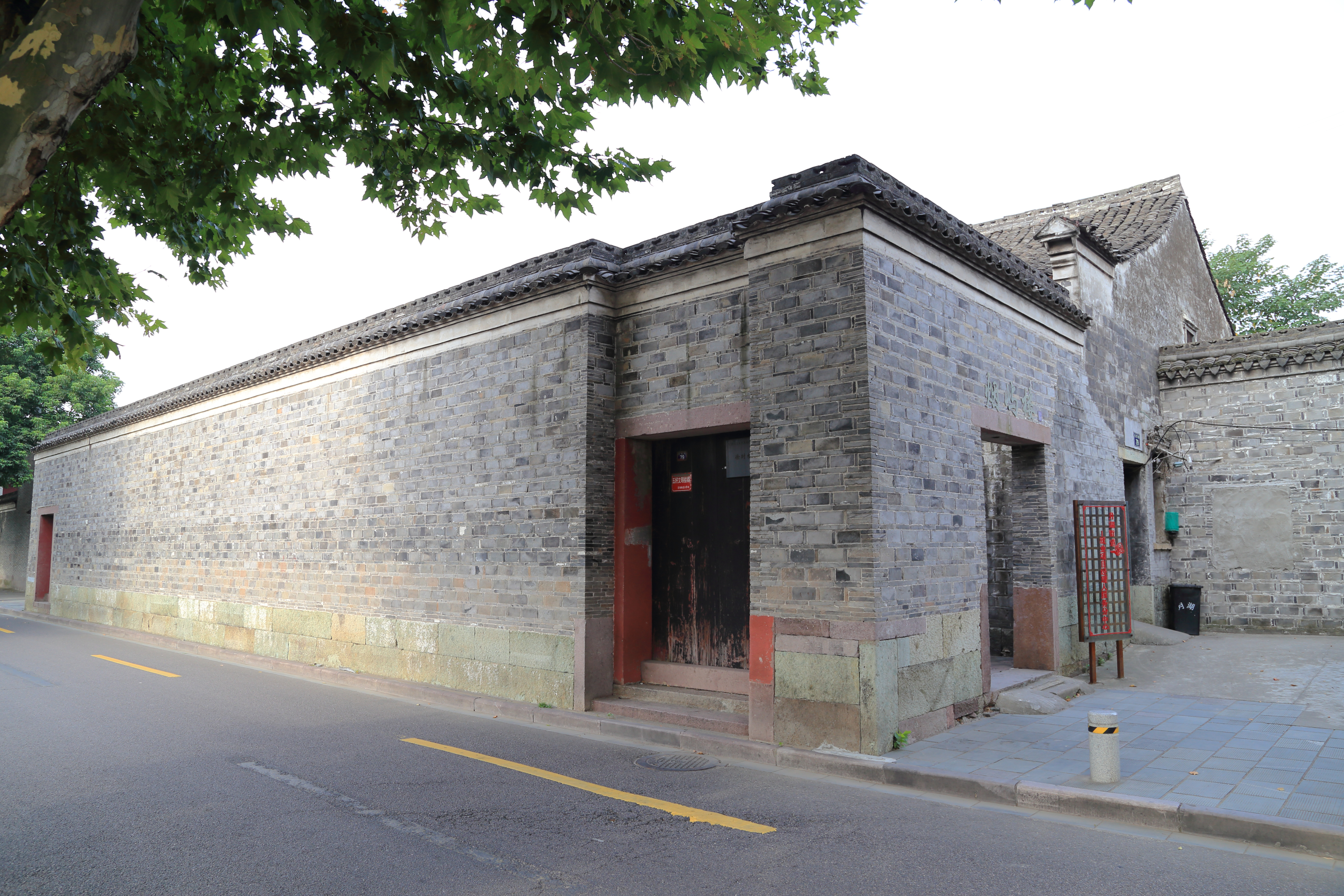
徐时栋故居（烟屿楼），2013年

徐时栋故居在宁波月湖西侧，称为“烟屿楼”，初名恋湖楼，东南著名藏书楼之一，2023年9月1日公布为宁波市文物保护单位。